# 大阪市立東粉浜小学校
大阪市立東粉浜小学校（おおさかしりつ ひがしこはましょうがっこう）は、大阪府大阪市住吉区にある公立小学校。通称 東粉浜小・東小(ひがしょう)。

## 沿革
大阪市粉浜尋常高等小学校（現在の大阪市立粉浜小学校）の児童数増加に伴い、1930年に従来の粉浜尋常高等小学校の校区（旧西成郡粉浜村）のうち南海電鉄の線路以東の地域を分離する形で、大阪市粉浜第二尋常小学校として現在地に開校した。
当初は尋常科のみを設置していたが、開校直後に粉浜小学校の高等科が東粉浜小学校に移管され、大阪市粉浜第二尋常高等小学校に改称している。1939年には大阪市東粉浜尋常高等小学校に改称した。
1941年の国民学校への改編に伴い大阪市東粉浜国民学校へと改称している。
開校直後から国民学校への改編当初までは、初等科と高等科を併設していた。しかし大阪市では国民学校の高等科について、高等科単独校へと集約する方針をとった。市の方針を受け、当時の西成区南部では、東粉浜国民学校と千本国民学校の高等科を統合し、1943年に西粉浜国民学校を開設した。西粉浜校の設置に伴い高等科は廃止され、初等科単独となった。
1944年以降学童集団疎開が実施され、大阪府泉南郡山滝村（現在の岸和田市）へと疎開をおこなった。
学制改革で1947年に大阪市立東粉浜小学校となった。1975年には大阪市立住吉小学校と校区の調整を実施し、帝塚山地区の一部を校区に編入している。

### 年表
- 1930年5月31日 - 大阪市粉浜第二尋常小学校として創立。
- 1930年6月23日 - 高等科を粉浜小学校から引き継ぐ。大阪市粉浜第二尋常高等小学校に改称。
- 1939年4月1日 - 大阪市東粉浜尋常高等小学校に改称。
- 1941年 - 国民学校令により、大阪市東粉浜国民学校に改称。
- 1943年 - 高等科を、新設の大阪市西粉浜国民学校に移管。
- 1947年4月1日 - 学制改革に伴い、大阪市立東粉浜小学校に改称。
- 1975年 - 校区の変更。従来の大阪市立住吉小学校の校区を一部編入。
- 2011年 - 校舎に囲まれた庭、通称｢中庭｣が芝生化。
- 2013年 - 校舎敷地内北側にある池、通称｢ひょうたん池｣の改修工事完成。

## 通学区域
- 大阪市住吉区 帝塚山中1-4丁目、帝塚山西1-3丁目、帝塚山西4丁目（一部）、東粉浜1-3丁目、長峡町（一部）。
- 卒業生は大阪市立住吉中学校に進学する。

## 出身者
- 金坂清則 - 地理学者
- 青山浩 - 小肥羊ジャパン社長

## 交通
- 南海本線 粉浜駅 北東300m 徒歩5分。
- 南海高野線 帝塚山駅 徒歩8分。
- Osaka Metro四つ橋線 玉出駅 南東600m 徒歩9分。
- 阪堺電気軌道阪堺線 東粉浜駅 徒歩3分。